# برایان فورستر
برایان فورستر (انگلیسی: Brian Forster؛ زادهٔ ۱۴ آوریل ۱۹۶۰) بازیگر اهل ایالات متحده آمریکا است.
از فیلم‌ها یا برنامه‌های تلویزیونی که وی در آن نقش داشته است می‌توان به خانواده پارتریج اشاره کرد.